# Каніщенко Антоніна Пантелеймонівна
Антоніна Пантелеймонівна Каніщенко (нар. 11 лютого 1938, Конотоп) — педагог-методист розвитку усного і писемного зв'язного мовлення студентів та учнів початкових класів, кандидат педагогічних наук, професор Національного педагогічного університету ім. М. П. Драгоманова.

## Біографія
- Народилась 11 лютого 1938 р. у м. Конотоп Сумської області.
- 1955 р. — завершила середню школу № 11 м. Конотоп.
- Завершила Луцький державний педагогічний інститут ім. Лесі Українки.
- У 1965—1972 рр. — вчитель української мови та літератури середньої школи № 11 міста Тернополя.
- У 1972—1976 рр. — старший викладач мови та літератури Тернопільського фінансово-економічного інституту.
- У 1976—1982 рр. — викладач кафедри педагогіки і методики початкового навчання Київського державного педагогічного інституту ім. О. М. Горького.
- У 1982—1998 рр. — старший викладач, доцент кафедри мовознавства та методики мови КДПІ ім. О. М. Горького.
- У 1998—2007 р. — завідувач кафедри мови та методики викладання у початковій школі Педагогічного факультету Національного педаогогічного університету імені М. П. Драгоманова.
- З 2007 р. — професор кафедри української мови та методики навчання Факультету педагогіки та психології НПУ ім. М. П. Драгоманова.

## Наукова діяльність
Сфера наукових інтересів — дослідження питань навчання грамоти, методики читання, розвитку усного і писемного зв'язного мовлення студентів та учнів початкових класів. Автор понад 150-ти наукових праць. Серед них, поурочні читанки для учнів 1-4 класів, що укладені за інноваційними технологіями розвитку пізнавальної активності молодших школярів, велику увагу приділено розвитку творчих здібностей дітей та самостійності. Розробник лекційно-практичних курсів з методики: навчання грамоти, теорії мови, літературного читання, розвитку усного та писемного зв'язного мовлення.
- 1985 р. — захист кандидатської дисертації на тему «Розвиток пізнавальної активності молодших школярів у процесі навчання».
- 2000 р. — присвоєно звання професора.

## Нагороди
За заслуги в галузі освіти і педагогічної науки нагороджена:
- 1988 — медаль А. С. Макаренка;
- 1995 — знак «Відмінник освіти України»;
- 2008 — орден княгині Ольги ІІІ ступеня[2];
- грамоти МОН України, КМДА;
- подяки ректора НПУ імені М. П. Драгоманова.